# Beat Hefti
Beat Hefti (* 3. Februar 1978 in Herisau) ist ein ehemaliger Schweizer Bobsportler.

## Leben

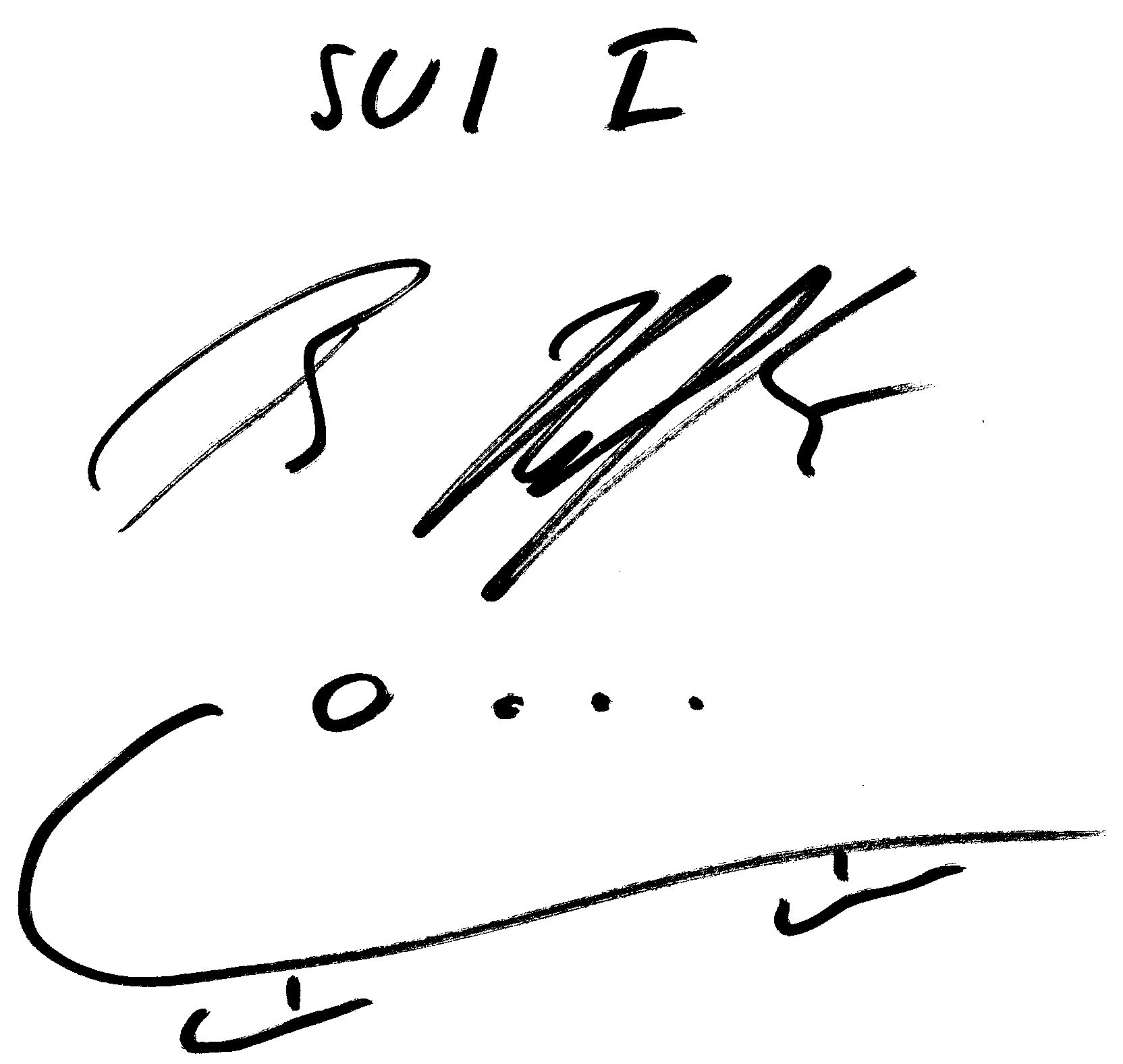
Unterschrift von Beat Hefti

Hefti bestritt die ersten Rennen seiner Karriere als Anschieber im Zweier- und Viererbob von Marcel Rohner. Mit diesem wurde er im Jahr 1999 Viererbob-Vizeweltmeister in Cortina d’Ampezzo und in der Saison 1999/2000 Gesamtweltcupsieger in dieser Disziplin. Nachdem er zu Martin Annen gewechselt und im Weltcup 2000/01 den Gesamtweltcupsiegertitel auch im Zweierbob errungen hatte, gewann er bei der Weltmeisterschaft 2001 in St. Moritz gemeinsam mit Annen die Bronzemedaille. Der darauffolgende Winter 2001/02 verlief für das Team am bis dahin erfolgreichsten. Neben dem Gewinn der Bronzemedaille im Zweierbob bei den Olympischen Winterspielen 2002 in Salt Lake City triumphierte es in beiden Gesamtweltcups, also sowohl im Zweier- als auch im Viererbob. Es folgten zwei Saisons ohne grössere Erfolge, ehe sie dank durchgängig guten Resultaten im Bob-Weltcup 2004/05 erneut den Titel im Zweierbob holten. Auch bei der Weltmeisterschaft, die 2005 in Calgary stattfand, erreichten sie den Bronzerang. Ebenfalls die Bronzemedaille, sogar in beiden Disziplinen, gewann Hefti zusammen mit Annen bei den olympischen Bob-Wettkämpfen 2006 in Turin.
Nach Martin Annens Karriereende im Jahr 2007 war Hefti als Anschieber in Ivo Rüeggs Teams tätig. Obwohl er dort nie in Weltcuprennen an den Start ging, errang er mit ihm seinen bis heute grössten Erfolg: den Gewinn der Goldmedaille im Viererbob bei der Bob-Weltmeisterschaft 2007 in St. Moritz. Vor der Saison 2007/08 gründete er sein eigenes Team – sowohl im Zweier- als auch im Viererbob –, mit dem er vorerst im Europacup startete. Zur Saison 2008/09 qualifizierte er sich mit Thomas Lamparter im Team für den Weltcup und gewann dort am 29. November 2008 in Winterberg sein erstes Weltcuprennen im Zweierbob. Auch in den weiteren Zweierbob-Rennen der Saison platzierte sich Hefti gut, während das Viererbobteam in den ersten Wettkämpfen immer die Top 10 verpasste. Am Ende der Saison belegte er im Zweierbob den ersten und im Viererbob den siebten Platz in der Weltcup-Gesamtwertung. In der nächsten Saison konnte er zwar vier Rennen im Zweierbob gewinnen, belegte in der Gesamtwertung am Ende aber nur den vierten Platz. Im Viererbob reichte es sogar nur zu Platz 16 in der Weltcup-Gesamtwertung. Seinen bis dahin grössten Erfolg als Pilot sicherte sich Hefti mit dem Gewinn der Goldmedaille im Zweierbob bei der Europameisterschaft 2010 in Igls. Bei den Olympischen Winterspielen 2010 in Vancouver konnte er aufgrund einer Gehirnerschütterung, die er sich bei einem Trainingssturz zugezogen hatte, nicht am Rennen im Zweierbob teilnehmen. Im Viererbob nahm er als Anschieber im Team von Ivo Rüegg teil, welches den sechsten Platz belegte. 2013, 2014 und 2016 wurde Hefti erneut Europameister im Zweierbob.
2014 gewann Hefti mit Anschieber Alex Baumann bei den Olympischen Spielen in Sotschi die Silbermedaille im Zweierbob. Am 24. November 2017 gab das Internationale Olympische Komitee bekannt, dass der russische Bobfahrer Alexander Subkow für seine Dopingvergehen von der Teilnahme an Olympischen Spielen ausgeschlossen wird. Zudem wurden ihm alle an den Olympischen Winterspielen in Sotschi gewonnenen Medaillen aberkannt. Im März 2019 wurde Hefti/Baumann der Olympiasieg schliesslich nachträglich zugesprochen. Anlässlich einer Zeremonie in Schwellbrunn vom 28. Juni 2019 wurde Hefti die Goldmedaille nachträglich überreicht. Dabei erklärte er seinen Rücktritt.
Im Februar 2020 überraschte Hefti mit einem Blitz-Comeback und holte mit seinem Anschieber Dominik Schläpfer bei den Schweizer Meisterschaften im Zweierbob seine insgesamt sechste goldene Auszeichnung als Pilot.
Beruflich bietet Hefti Bobtaxifahrten für Firmen-Events in St. Moritz und Innsbruck und Event-Projekte bei der Micarna in Bazenheid an. Er lebt mit seiner Familie in Schwellbrunn.